# Maison Wildungshof
La maison Wildungshof est un monument historique situé à Colmar, dans le département français du Haut-Rhin.

## Localisation
Ce bâtiment est situé au 12, rue Berthe-Molly à Colmar, anciennement 12, rue des Juifs.

## Historique
Au XIVe siècle, cette bâtisse appartenait à la famille von Wittenheim. En 1448, la cour revint à Beat Henslin.
La galerie en bois de 1598 fut sans doute bâtie par Samuel, fils de Beat Henslin.
Voltaire séjourna dans cette demeure durant treize mois (en 1753 et 1754), afin d'achever ses Annales de l'Empire depuis Charlemagne après son renvoi de la cour de Frédéric II.
La galerie sur cour fait l'objet d'un classement au titre des monuments historiques depuis le 12 janvier 1989.
À noter que son inscription du 6 novembre 1929 a été annulée.

## Architecture
Dans la cour se trouve un portail style Renaissance daté de 1566 et richement sculpté. Une porte donnant sur un escalier est sculpté sur pierre. Présence d'une tourelle octogonale surmontée d'une toiture pointue.